# Uru (etnikum)

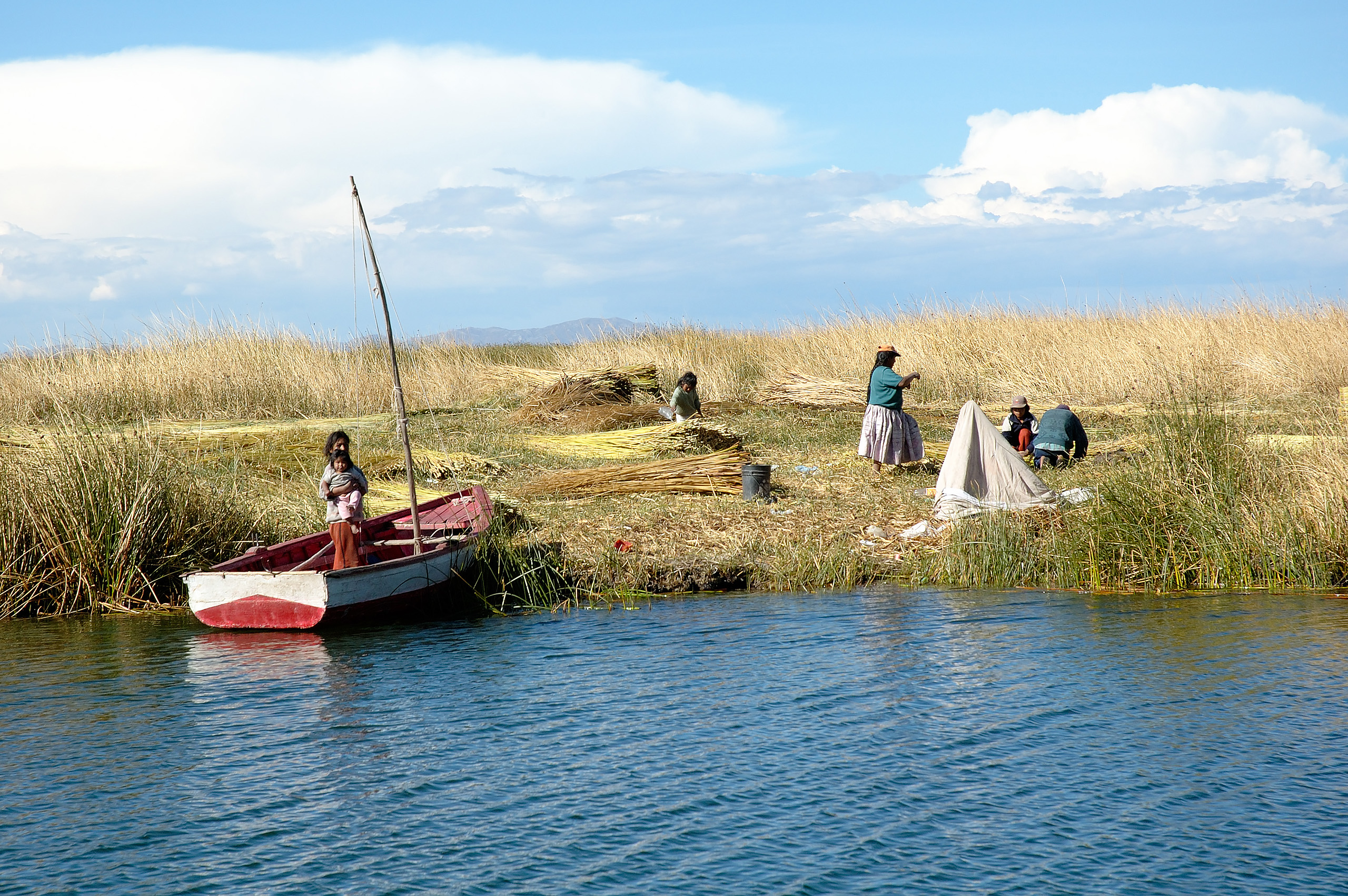
Uruové, jezero Titicaca, Peru (prosinec 2005)

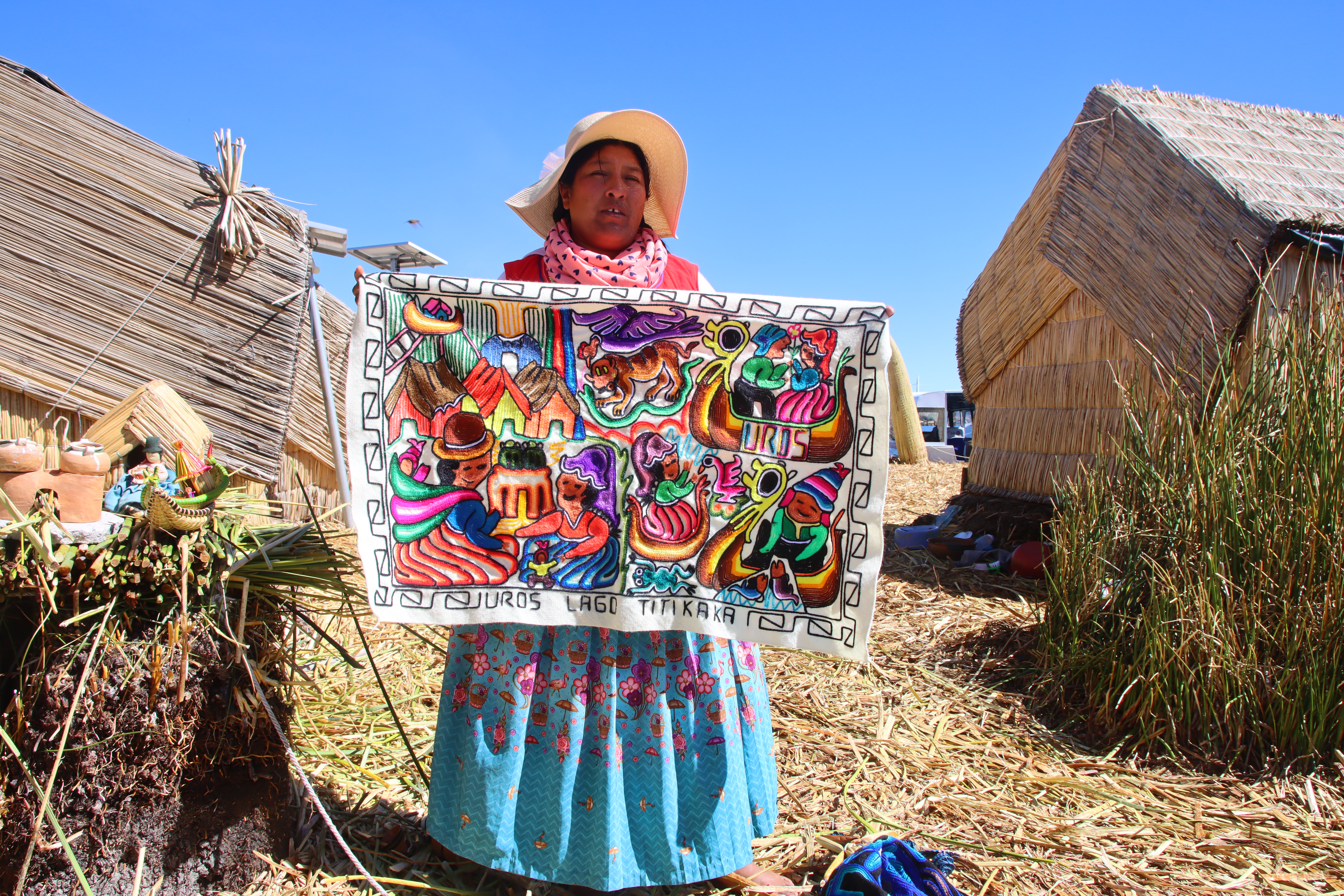
Urská žena s výšivkou

Uru (v jazyce uru Qhas Qut suñi) je název pro indiánské etnikum žijící na jezeře Titicaca poblíž města Puno v Peru a řeky Desaguadero v Bolívii. Společenstvo je známé tím, že žije na 42 plovoucích umělých ostrovech, které jsou vyrobeny z rákosu a vyžadují neustálé opravy; stejně jsou i jejich čluny zhotoveny z rákosu.
Toto etnikum tvoří tři hlavní skupiny: Uru-Chipayas, Uru-Muratos a Uru-Iruitos.